# منی ماهی
منی ماهی (انگلیسی: Milt) به منی ماهی، نرمتنان، و برخی دیگر از حیوانات آبزی گفته می‌شود. از طریق پاشیدن این مایع که حاوی اسپرم است، بر روی اشپل (تخم ماهی) تولید مثل انجام می‌گیرد.

## مصرف در خوراک
منی ماهی در ژاپن شیراکو نامیده می‌شود و در آشپزی ژاپنی مصرف دارد. یکی از انواع سوشی که از منی ماهی تهیه می‌شود نیز به نام شیراکو است.

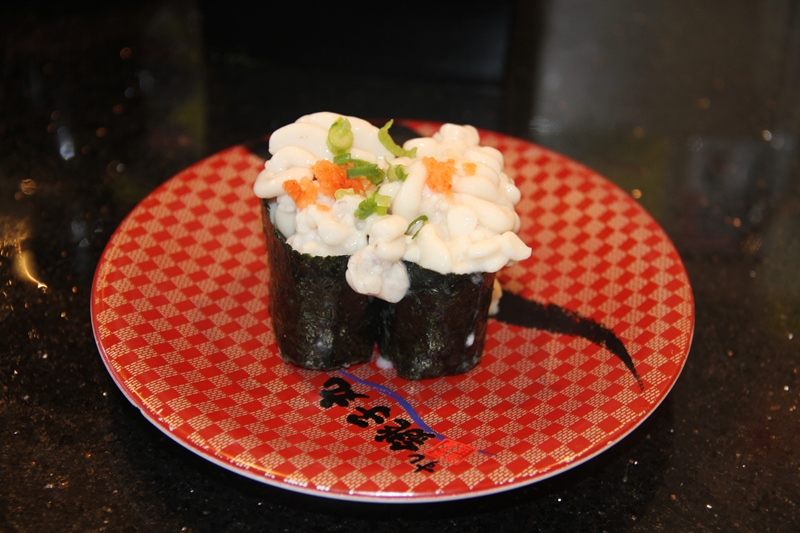
سوشی شیراکو